# Patrick Magruder
Pour les articles homonymes, voir Magruder.
Patrick Magruder, né en 1768 et mort le 24 décembre 1819, a été bibliothécaire de la Bibliothèque du Congrès des États-Unis de 1807 à 1815.

## Liens
- (en) Librarians Of Congress